# Cúmul de Galàxies d'Hèrcules
Aquest article és sobre el Cúmul de Galàxies d'Hèrcules. Per al cúmul globular, vegeu Cúmul d'Hèrcules
El Cúmul de Galàxies d'Hèrcules (Abell 2151) és un cúmul de galàxies d'unes 100 galàxies a uns 500 milions d'anys llum de distància (z = 0.036) en direcció a la constel·lació d'Hèrcules.

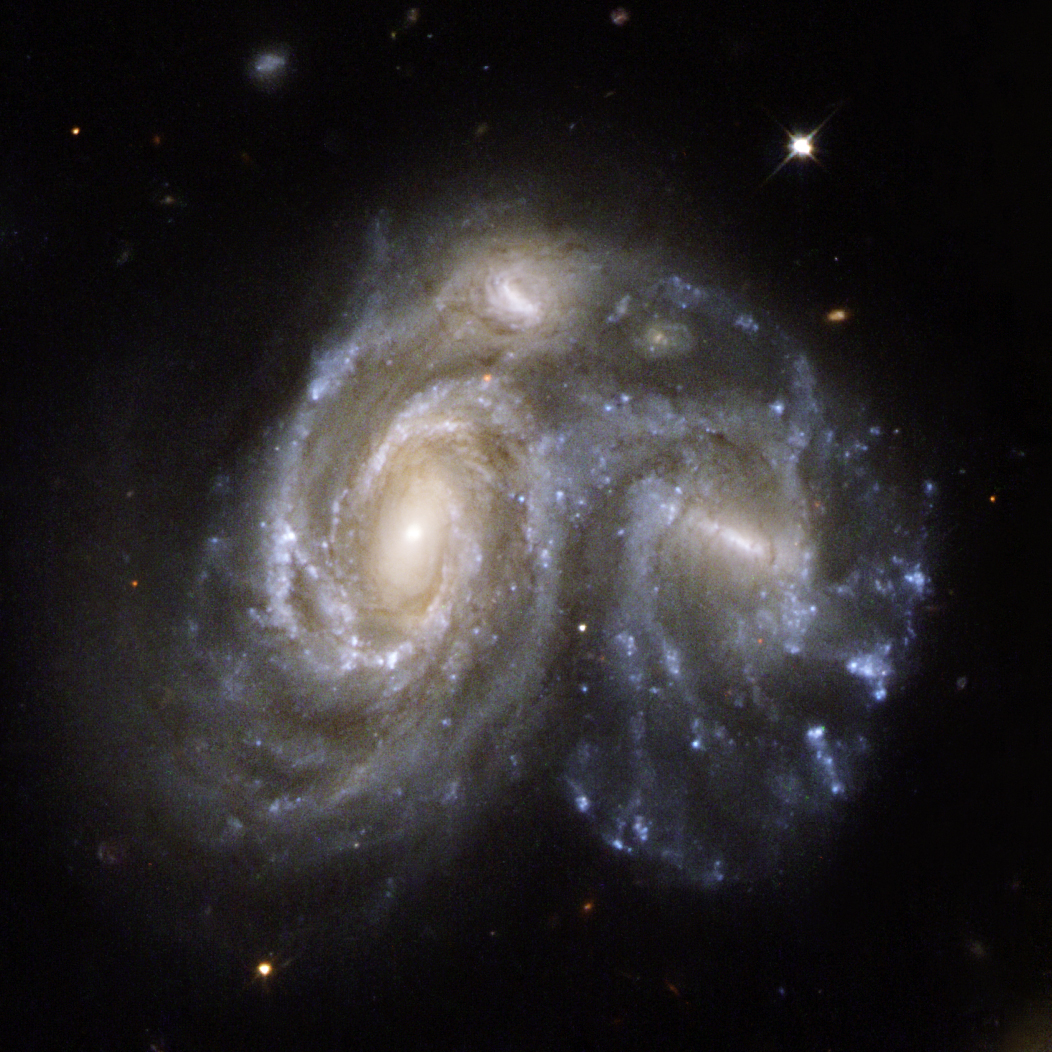
Imatge del parell de galàxies en interacció NGC 6050 i IC 1179 pel HST.

És un cúmul ric en galàxies espirals i mostra moltes galàxies en interacció. El cúmul és part dels Supercúmuls d'Hèrcules que també formen part de la Gran Muralla